# 5. корпус ЈНА
5. корпус ЈНА, или Бањалучки корпус, је био корпус Копнене војске Југословенске народне армије са седиштем у Бањој Луци, СР Босна и Херцеговина.

## Историја
5. корпус Југословенске народне армије основан је 1988. године. Његова зона одговорности била је Босанска Крајина, југозападна СР Босна и Херцеговина и део западне Славоније. Претпостављена команда 5. корпуса била је Команда 1. војне области, Команда Савезног секретаријата народне одбране и Команда 2. војне области.
У септембру 1991. године, 5. корпус је интегрисан са борбеном групом 265. механизоване бригаде и 3. партизанске дивизије, које су повучене из СР Словеније након рата у Словенији.
Од априла 1991. до маја 1992. године, 5. корпус је у различитим периодима појачан: оклопним батаљоном 51. механизоване бригаде из Панчева, 14. партизанске бригаде из САП Војводине, 46. партизанском бригадом из Чачка, вишецевним ракетним бацачким дивизионом 150. мешовите артиљеријске бригаде из Врања, 2. и 5. партизанском бригадом Територијалне одбране СР Босне и Херцеговине, ТО Босанска Дубица, 122. лаком пешадијском бригадом из Ужица, батаљоном 4. пролетерске моторизоване бригаде из Пирота, батаљоном 84. моторизоване бригаде из Битоља, батаљоном 125. моторизоване бригаде из Косовске Митровице и дивизионом хаубица 122.мм 164. моторизована бригада из Охрида. Команда 5. корпуса била је у Бањалуци.

### Борбена дејства 5. корпуса
У пролеће 1990. године, 5. корпус је започео припреме за случај сукоба у Хрватској. Од априла 1991. године, један оклопни батаљон је био стациониран у „тампон зони“ на Плитвицама. Крајем јуна 1991. године, на територију општине Двор на Уни уведена је ојачана механизована чета. Средином августа 1991. године, 5. корпус је изградио мостобран код Старе Градишке. У зони деловања 5. корпуса, локалне српске снаге су биле потчињене јединицама Југословенске народне армије. У другој половини децембра 1991. године, остаци тих снага су потчињени команди 5. корпуса. Према директиви 1. војне области од 19. септембра 1991. године, 5. корпусу је додељен задатак напада на правцима Окучани - Пакрац - Вировитица и Окучани - Кутина. Почетком октобра 1991. године, 5. корпус је заузео позиције у Јасеновцу и Липику (које је држао до децембра 1991. године) и угрозио Новску, Пакрац и Нову Градишку. Средином октобра 1991. године, 5. корпус је био приморан на одбрану, а почетком новембра исте године почело је његово потискивање од стране Збора народне гарде према Окучанима и реци Сави. 5. корпус се повукао из Липика почетком децембра 1991. године. До 3. јануара 1992. године, 5. корпус је изгубио десетак села која је до тада држао на територији Хрватске. До почетка јуна 1992. године, 5. корпус је надгледао територију Хрватске у Западној Славонији и био је задужен за организовање формација ТО Републике Српске Крајине. Након престанка постојања ЈНА у мају 1992. године, инфраструктуру и већину борбених средстава 5. корпуса наследио је 1. крајишки корпус Војске Републике Српске у Босни и Херцеговини, а командант 5. корпуса, генерал-мајор Момир Талић, именован је за команданта 1. крајишког корпуса Војске Републике српске. 

## Састав 5. корпуса
- Команда корпуса са приштабном јединицом (ПЈ)[1]
- 10. партизанска дивизија[1]
- 40. партизанска дивизија[1]
- 16. пролетерска моторизована бригада[1]
- 343. моторизована бригада[1]
- 329. оклопна бригада[1]
- 5. мешовити артиљеријски пук[1]
- 5. мешовити противтенковски артиљеријски пук[1]
- 5. лаки артиљеријски пук[1]
- 293. инжењеријски пук[1]
- 188. понтонски батаљон[1]
- 5. медицински батаљон[1]
- 5. аутомобилски батаљон[1]

## Команданти 5. корпуса
- Генерал-потпуковник Никола Узелац (до јануара 1991)[1]
- Генерал-потпуковник Владимир Вуковић (јануар 1991 - март 1992)[1]
- Генерал-мајор Момир Талић (фебруар - мај 1992)[1]

## Начелници штаба 5. корпуса
- Генерал-мајор Никола Младенић (до маја 1991)[1]
- Генерал-мајор Момир Талић (мај 1991 - март 1992)[1]
- Пуковник Бошко Келечевић (март - мај 1992)[1]